# David L. Lindsey
David Lance Lindsey (* 6. November 1944 in Kingsville, Texas) ist ein US-amerikanischer Schriftsteller von Kriminalromanen und Thrillern.

## Leben
Lindsey wuchs am Rio Grande auf; in der Nähe der Stadt San Angelo. Er studierte unter anderem Englische Literatur an der University of North Texas.
1970 ließ sich Lindsey in Austin nieder. Als Herausgeber betreute er dort einige kleinerer Verlage und gründete später auch selbst den Verlag Heidelberg Publishers. Während dieser Zeit heiratete er auch.
Neben seinem Beruf begann Lindsey in den späten 1980er Jahren selbst zu schreiben und 1983 konnte er mit seinem Roman A cold mind erfolgreich debütieren. Weitere Romane folgten und als diese ebenfalls erfolgreich waren, gab Lindsey seinen Beruf auf und widmete sich fortan nur noch dem Schreiben.

## Werke
- Abgründig („Mercy“, 1990) Roman. Goldmann, München 2007, ISBN 978-3-442-46478-4.
- Dunkles Leuchten („An absence of light“, 1994) Roman. Blanvalet, München 1995, ISBN 3-7645-2566-5.
- Requiem für ein Herz aus Glas („Requiem for a glass heart“, 1997) Roman. Goldmann, München 1999, ISBN 3-442-44562-0.
- Farbe der Dunkelheit („The color of night“, 1999) Roman. Goldmann, München 2000, ISBN 3-442-41657-4.
- Der Kuss der Rache („Animosity“, 2001) Roman. Goldmann, München 2001, ISBN 3-442-45121-3.
- Der Tote ohne Gesicht („The face of the assassin“, 2004) Roman. Goldmann, München 2005, ISBN 3-442-45228-7.
- Stuart Haydon-Zyklus

1. Kalter Amok. Roman („A cold mind“, 1983). Goldmann, München 2007, ISBN 978-3-442-55538-3 (früherer Titel Der Tod und die Mädchen).
2. Sog der Gewalt. Roman („Heat from another sun“, 1984). Goldmann, München 1990, ISBN 3-442-09765-7.
3. Todesspirale. Roman („Spiral“, 1986). Goldmann, München 1990, ISBN 3-442-09908-0.
4. Amarantha. Roman („In the lake of the moon“, 1988). Goldmann, München 1991, ISBN 3-442-41214-5.
5. Teuflisch. Roman („Body of truth“, 1992). Goldmann, München 1993, ISBN 3-442-43096-8.

## Verfilmungen
- Damian Harris (Regie): Mercy – Die dunkle Seite der Lust. 2000 (nach dem Roman Abgründig).